# Julia Boyer Reinstein
Julia Boyer Reinstein (Castile, 3 de noviembre de 1906 - 18 de julio de 1998) fue una profesora e historiadora estadounidense que creció en el oeste del estado de Nueva York y comenzó su carrera enseñando en Deadwood, Dakota del Sur. Tras estar más de una década de enseñanza, fundó la Federación Histórica del Condado de Erie y se convirtió en la primera historiadora de Cheektowaga, Nueva York. Comprometida con la preservación de la historia de la zona y la educación de los ciudadanos sobre su patrimonio, ella y su marido fueron fundamentales en la donación de propiedades para el establecimiento de una reserva natural, varias bibliotecas y para la educación superior. Boyer Reistein fue objeto de un estudio antropológico que evaluó la fluidez de género y lo que supuso hacer pública su propia sexualidad en la década de 1990.

## Trayectoria
Julia Agnes Boyer nació el 3 de noviembre de 1906 en Castile, Nueva York, hija de Julia (de soltera Smith) y Lee Boyer. El padre de Boyer era un ingeniero que trabajó con la Western Union Telegraph Company y luego en varios proyectos de energía y luz en las Grandes Llanuras, incluyendo Kansas City y San Luis, Misuri, y en el Territorio Indio, antes de convertirse en el director general de la Consolidated Power and Light Company en las Colinas Negras de Dakota del Sur. Cuando Boyer tenía seis semanas, su madre abandonó Nueva York para reunirse con su padre, que estaba trabajando en un proyecto de ingeniería en Wolseley, Saskatchewan. Sus padres se divorciaron cuando ella tenía aproximadamente año y medio y su madre la llevó de vuelta a Castile, donde encontró trabajo como maestra de escuela. La familia de su madre era prominente en la zona rural del oeste de Nueva York, donde su abuelo, Frederick H. Smith, trabajaba como ganadero, abogado y banquero.  Su tía abuela y su tío abuelo, Julia A. (de soltera Pickett) y Fred Norris, que ayudaron a criar a Boyer, eran los dueños del periódico en Varsovia, en el estado de Nueva York.
En 1915, la madre de Boyer se casó con Charles Mason, propietario de un ultramarinos en Silver Springs. Boyer permaneció en Varsovia, viviendo con los Norris, y visitaba a su madre y a su padrastro los fines de semana. A su padre no se le permitió tener contacto con Boyer, según los términos del divorcio de sus padres, hasta que ella cumplió dieciocho años. En 1924, Boyer se matriculó en el Elmira College y comenzó a explorar sus sentimientos lésbicos. En 1926 su padre se puso en contacto con ella y se conocieron. Él aceptaba su lesbianismo y ambos comenzaron una relación intensa para volver a conocerse. Cuando se graduó en 1928 con una licenciatura y un certificado de enseñanza, Boyer se mudó a Deadwood, Dakota del Sur, para vivir con su padre y su madrastra, Sarah Isabel (de soltera Rouch). 
Al llegar a Deadwood, Boyer comenzó a acompañar a su padre en viajes de negocios. Tuvo numerosos flirteos con otras mujeres, y si bien era abierta sobre su orientación sexual con su familia y círculo íntimo, se mantuvo muy discreta, como dictaban los tiempos. Su padre, que volaba a menudo en su avión privado para inspeccionar las centrales eléctricas que dirigía en todo Misuri, Nebraska y Dakota del Sur, apoyaba sus relaciones e incluso ayudaba a organizarlas. A su vez, ella mantenía discreción sobre las aventuras extramatrimoniales de él.

## Relaciones y carrera
Con la llegada de la Gran Depresión, Boyer consiguió un trabajo en uno de los campamentos mineros cerca de Deadwood y se quedó allí durante dos años. Cuando decidió continuar su educación en Chicago, su padre no quería que se fuera y utilizó su influencia para ayudarla a conseguir empleo en el sistema escolar de Deadwood. En 1930 conoció a otra profesora, Dorothy Brashier, y se enamoró, y por primera vez contempló lo que era una relación lésbica más formal. Desarrollaron un círculo con otras parejas de lesbianas, y aunque no ocultaban sus relaciones, tampoco hablaban de ellas.
Al morir inesperadamente el padre de Boyer en 1933, ella abandonó Deadwood y regresó con la familia de su madre a Nueva York. Obtuvo un puesto de profesora en la conservadora ciudad de Castile, yendo allí con su pareja Dorothy Brashier. Durante la semana, alquilaba habitaciones en la ciudad, pero los fines de semana la pareja compartía una suite que su madre y su padrastro habían creado para ellas en su casa. Durante sus vacaciones de verano, la pareja alquiló un apartamento en la ciudad de Nueva York, para facilitar sus estudios de maestría en la Universidad de Columbia.
A principios de la década de 1940, Brashier dejó a Boyer y esta se trasladó a vivir a Búfalo, donde encontró empleo. Las circunstancias, muy diferentes a las que había vivido con la cómoda protección de su familia, no le permitieron encontrar compañía femenina. Poco después de obtener su maestría en educación en Columbia, Boyer se casó con el viudo Dr. Victor Reinstein el 28 de septiembre de 1942 en Baltimore, Maryland, y a partir de entonces utilizó el nombre de Julia Boyer Reinstein, manteniendo su apellido de soltera como respaldo en caso de una invasión de los nazis a los EE. UU. y como gesto de que nunca abandonó por completo su orientación lesbiana. Después de enseñar en el estado de Nueva York durante una década, Boyer Reinstein trabajó durante año y medio en la Universidad de Buffalo en el departamento de historia. En 1953, llegó a ser la primera historiadora de Cheektowaga y fue una de las fundadoras de la Federación Histórica del Condado de Erie, ejerciendo como presidenta. Cuando se fundó la Federación sólo contaba con siete afiliados, cifra que aumentó hasta las veintiocho sociedades durante su mandato.
Boyer Reinstein participó activamente en múltiples iniciativas, siendo vicepresidenta de la junta de la Biblioteca Pública de Cheektowaga y miembro del Comité de Preservación Histórica del Condado de Erie. Tenía mucho éxito como oradora y, además de publicar libros de mapas e historias sobre la historia del condado,    ella y su marido fueron benefactores de la zona. Donaron la propiedad para la Reserva Natural de Reinstein Woods, y construyeron la Biblioteca Anna M. Reinstein en Cheektowaga. Después de la muerte de su marido en 1984, Boyer Reinstein retomó su vida como lesbiana. En 1990, inició una serie de donaciones a su alma mater para permitir que Elmira College estableciera el Departamento de Estudios de la Mujer. La universidad organiza anualmente un simposio en su honor para promover la investigación sobre las mujeres. La pareja también donó fondos para establecer la Biblioteca Julia Boyer Reinstein en Cheektowaga y el Centro Julia Boyer Reinstein del Museo de Historia de Buffalo en el campus del museo.

## Muerte y legado
Boyer Reinstein murió el 18 de julio de 1998, y su funeral se celebró cuatro días después en Cheektowaga, Nueva York. Boyer fue objeto de un estudio antropológico sobre la vida lésbica realizado en 1996 por Elizabeth Lapovsky Kennedy, que evaluaba la diferencia entre las vidas lésbicas de clase media y clase alta. Kennedy realizó el estudio para examinar que significaba "declararse abiertamente " lesbiana, la energía sexual de las mujeres en ese período y la aceptación de la sexualidad de Boyer Reinstein por parte de sus padres.
Debido a la prominencia de su familia en su comunidad y los tabúes de hablar sobre su vida íntima públicamente, las lesbianas de su clase social estaban protegidas y se les permitía vivir sus vidas siempre y cuando mantuvieran la apariencia tradicional de hijas obedientes y respetaran las normas sociales. La sexualidad era vista como un asunto privado y los rumores eran ignorados con gracia para preservar la posición de cada quien en la comunidad.
Al examinar la vida de Boyer Reinstein, emergieron las complejidades de una existencia en el armario, mostrando que para las mujeres de las clases altas, estar en el armario no era opresivo, sino que, más bien, les permitía la libertad de expresarse siempre que su expresión fuera en la esfera privada, en lugar de la pública.